# Wiktor Biełych
Wiktor Biełych (ur. 29 listopada 1916 w Taganrogu, zm. ?) – podpułkownik LWP, oficer NKWD i Smiersza, wicedyrektor Departamentu IV MBP w latach 1951–1953, wicedyrektor Departamentu IX MBP w latach 1953–1954, w 1954 powrócił do ZSRR.

## Życiorys
Syn Piotra. Członek WKP(b) i PZPR. W latach 1937–1938 służył w Zabajkalskim Oddziale Wywiadowczym, w latach 1940–1942 był pracownikiem operacyjnym Oddziału Specjalnego NKWD Zabajkalskiego Oddziału Wywiadowczego, od czerwca 1942 do października 1943 był pracownikiem operacyjnym 2 Oddziału Zarządu Kontrwywiadu „Smiersz” frontu zabajkalskiego. Od października 1943 do kwietnia 1944 był słuchaczem kursu doskonalenia pracowników kontrwywiadu przy Pierwszej Moskiewskiej Szkole Głównego Zarządu Kontrwywiadu „Smiersz”, od kwietnia 1944 do lutego 1945 szefem Oddziału Informacji Centrum Wyszkolenia WP w Riazaniu.
Od lutego 1945 w Warszawie był szefem Oddziału Informacji 4 Dywizji Piechoty, od 1 czerwca 1945 zastępcą szefa ZI KBW, od 1 października do 31 grudnia 1950 zastępcą szefa (p.o. szefa) ZI KBWiWOP, od 1 marca 1951 zastępcą dyrektora Departamentu IV MBP, od 20 stycznia 1953 zastępcą dyrektora Departamentu IX MBP.
31 sierpnia 1954 zakończył służbę w Polsce i wrócił do ZSRR.

## Ordery i odznaczenia
- Order Krzyża Grunwaldu III klasy (24 maja 1946)[1]
- Krzyż Oficerski Orderu Odrodzenia Polski (2 stycznia 1946)[2]
- Srebrny Krzyż Zasługi (16 lipca 1946)[3]